# 性少數
性少数或性小众（英語：Sexual minority）是指性取向、性向认同或性行為与周围社会的大多数不同群体。主要用于指LGBT或非异性恋者， 也可以指跨性别、非二元性別（包括第三性别）或雙性人。
性少数群体是一个傘式术语，涵盖首字母缩略词「LGBT」中所包括的人群（女同性恋，男同性恋，双性恋，跨性别)以及性取向或性别认同各异的人群。它包括那些可能不会自我認同为LGBT者（例:酷儿、性別存疑、雙靈、无性戀、男男性行為者、性别變體的人），或有影响生殖系统发展的特定医学状况的人（例如：性別分化障礙或異於常人，有时被认为是雙性人）。